# Aleksej Ratmanskij
Aleksej Osipovič Ratmanskij (in russo Алексей Осипович Ратманский?, traslitterazione anglosassone Alexei Ratmansky; San Pietroburgo, 27 agosto 1968) è un coreografo ed ex ballerino russo naturalizzato statunitense.

## Biografia
Aleksej Ratmanskij è nato a Leningrado e ha studiato danza all'Accademia statale di coreografia di Mosca, diplomandosi nel 1986. Successivamente ha danzato a Kiev come primo ballerino del Balletto Nazionale Ucraino e poi come ballerino principale del Royal Winnipeg Ballet e del Balletto Reale Danese.
Ha cominciato ad affermarsi come coreografo sulla fine degli anni novanta, ottenendo un primo successo nel 1998 con Dreams of Japan in scena al Balletto Statale della Georgia. Successivamente si è fatto apprezzare per i suoi nuovi allestimenti di balletti classici, romantici e neoclassici, a partire da una Cenerentola per il Balletto Mariinskij. Nel 2005 ha vinto il Prix Benois de la Danse per il suo Anna Karenina a Copenaghen. La sua coreografia de Il rivo chiaro al Balletto Bol'šoj gli è valsa la nomina a direttore artistico della compagnia, una carica che ha ricoperto dal 2004 al 2008. In questi anni ha creato coreografie per Il bullone (2005), Le Corsaire (2007) e Fiamme di Parigi (2008). Sempre nel 2007 ha vinto la Maschera d'oro per il suo allestimento di Jeu de cartes.
Nel 2008 è diventato il primo coreografo residente dell'American Ballet Theatre e ha mantenuto la carica fino al giugno 2023. Nel 2011 il suo Romeo e Giulietta ha esordito a Toronto con il National Ballet of Canada, ottenendo il plauso della critica internazionale. Nel 2014 ha vinto il suo secondo Prix Benois per Shostakovich Trilogy e The Tempest, coreografati da lui per l'American Ballet Theatre. Nel medesimo anno ha coreografato Quadri di un'esposizione di Modest Musorgskij per il New York City Ballet.
Dal 2014 si è occupato di ricreare e ricostruire le coreografie di Marius Petipa. Nel dicembre di quell'anno la sua versione di Paquita è stata portata in scena a Monaco, mentre nel marzo dell'anno successivo la sua versione della Bella addormentata di Petipa è stata proposta all'American Ballet Theatre e poi al Teatro alla Scala. Nel 2016 ha portato al debutto a Zurigo la sua ricostruzione de Il lago dei cigni coreografato da Petipa nel 1895. Nel 2018 ha dedicato lo stesso trattamento ad Harlequinade e La Bayadère, mentre nel 2019 ha portato al debutto la sua "ricostruzione" di Giselle al Bol'šoj. Dall'agosto 2023 è coreografo residente del New York City Ballet e nel dicembre dello stesso anno il suo nuovo allestimento di Coppélia viene portato al debutto mondiale dal Corpo di Ballo del Teatro alla Scala.